# Мусницкий, Михаил Иосифович
Михаил Иосифович Мусницкий (1838 Санкт Петербург— 10 марта 1894 Санкт Петербург) — военный писатель, российский картограф и статистик. Автор сочинений по железнодорожным вопросам.

## Биография
Родился в семье генерал-лейтенанта Иосифа Иосифовича Мусницкого (1800—1866) и Анны Павловны Арсеньевой (1802—1880), дочери генерал-лейтенанта Павла Ивановича Арсеньева и Екатерины Михайловны Каховской.
В 1856 году закончил Санкт-Петербургский Первый кадетский корпус, откуда 16 июня 1856 в чине подпоручика поступил в Тифлисский гренадерский полк Выпускник Императорской Николаевской военной академии 1861 года.
28 мая 1862 год приступил к статским делам с переименованием в коллежские секретари. 11 января 1864 года определен младшим контролером в Контрольный департамент гражданских отчетов. 30 мая 1865 года 2 секретарь Псковского губернского статистического комитета. Сверх того с 14.05.1865 г. по 15.03.1866 состоял членом правительства при мировом съезде Псковского и Островского уездов.6.07.1866 причислен к МВД и откомандирован для занятий в Центральный статистический комитет. 10.03 1867 произведен в титулярные советники.05.03.1870 произведен в коллежские асессоры. 10.07.1876 г. коллежский советник Министерства путей сообщения, причислен к временному статистическому отделу.
Осенью 1877 года состоял при Рущукском отряде в действующей армии (в Болгарии).
07.02.1878 зачислен в 131.й пехотный Тираспольский полк штабс-капитаном.
Служил в кавказском резервном стрелковом батальоне.
Вместе с профессором Чупровым в комиссии В. К. Плеве по исследованию причин падения цен на сельскохозяйственные продукты провел важное исследование о хлебных тарифах, опубликованное в 1889 году в работе «Упорядочение тарифов по перевозке хлебных грузов».
За год до смерти вышел в отставку в чине полковника.

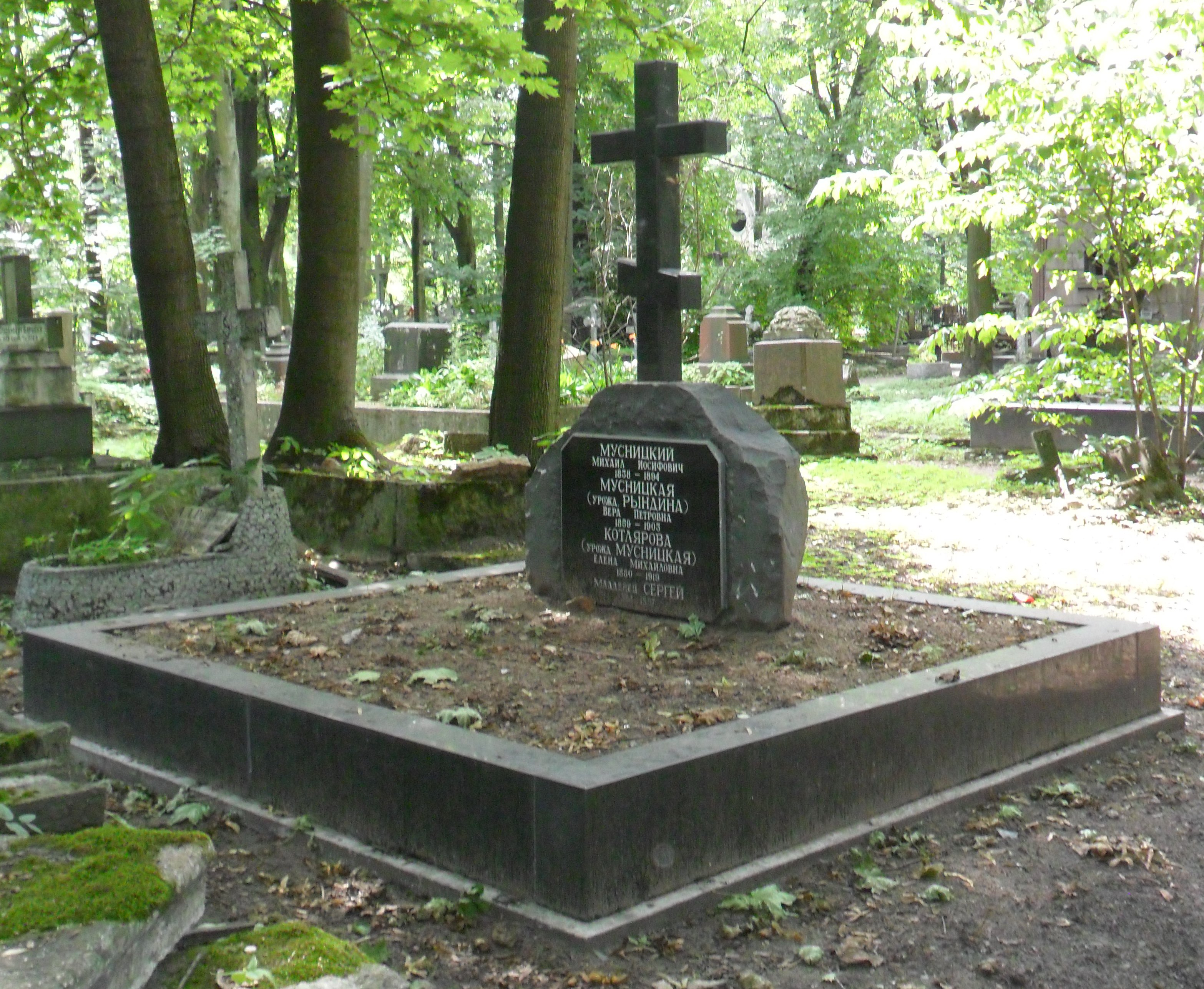
Могила М. И. Мусницкого на кладбище Новодевичьего монастыря в Санкт-Петербурге